# Aberdeen (Hong Kong)
Pour les articles homonymes, voir Aberdeen (homonymie).

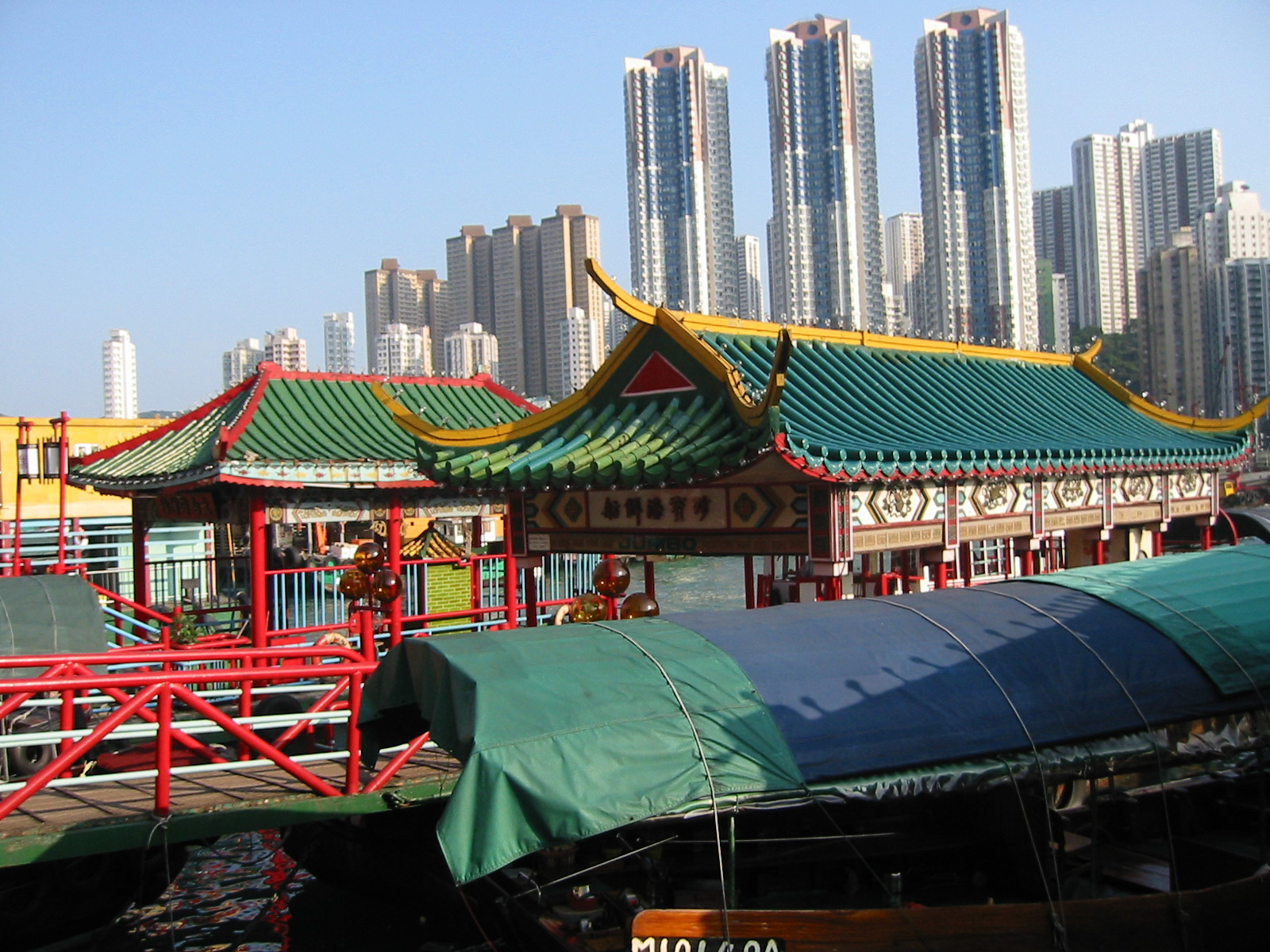
Aberdeen et ses restaurants flottants

Aberdeen (Chinois: 香港仔; Mandarin: Xiāng Gǎng Zǎi) est une ville portuaire de Hong Kong (République populaire de Chine), situé au sud de l'Île de Hong Kong en face de Lamma island. La ville compte 171.110 habitants (chiffre au 1er janvier 2005).
Elle fut nommée d'après la ville d'Aberdeen en Écosse par des écossais ayant colonisé Hong Kong. Le port d'Aberdeen est surtout connu des touristes pour ses restaurants de mer flottants et ses habitants vivant dans des bateaux.

## Transport
Actuellement, Aberdeen est relié par routes au sud de l'ile de Hong Kong, mais aussi grâce au tunnel d'Aberdeen avec le nord et Wan Chai.
Les lignes du reseau MTR en projet, West Island Line et South Island Line, connecteraient la ville avec le centre de Hong Kong.
Il y a aussi des ferries pour Yung Shue Wan et Sok Kwu Wan sur Lamma island.
On se rend usuellement sur les bateaux amarrés dans le port en utilisant des sampans. On peut aussi leur demander d'aller jusqu'à Lamma.